# برمالوي

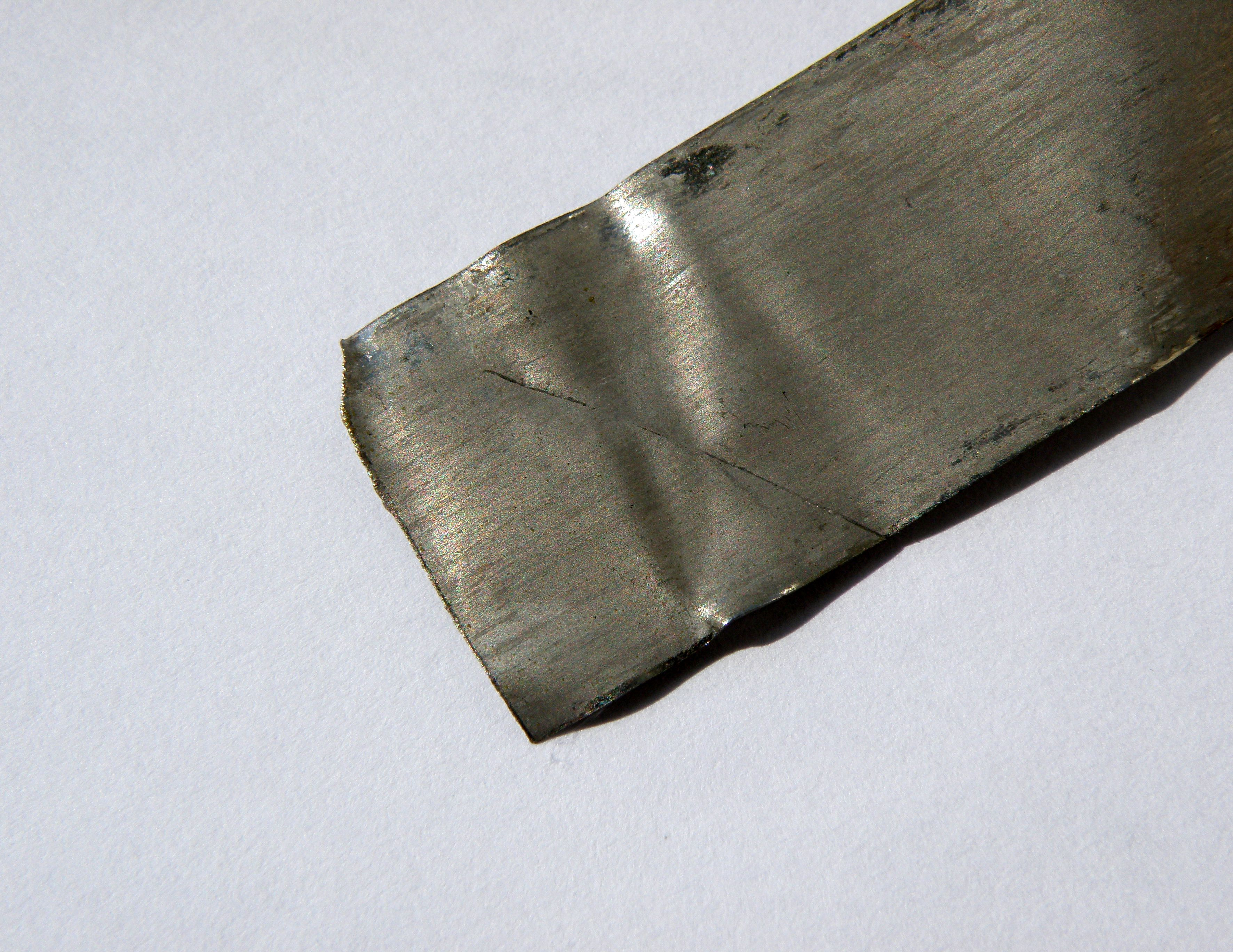

برمالوي (Permalloy) (وتسمى أيضاً الأشابة) سبيكة من النيكل والحديد يُمكن مغنطتها بسهولة. تتم مغنطة هذه السبيكة بلف سلك معزول حوله، وإرسال تيار كهربائي يمر خلال هذا السلك. ولكن الأُشابة تفقد خاصيتها المغنطيسية إذا ما فُصِل عنها التيار الكهربائي. أما إذا أُرسل تيار متناوب ضعيف خلال سلك ملفوف حول أُشابة على شكل قضيب معدني؛ فإنه ينتج عن ذلك مجال مغنطيسي متناوب وقوي داخل هذه المادة. من أجل ذلك، تُعَدّ الأُشابة مادة ممتازة، تستخدم أساسًا للمَحَثّات والمحولات منخفضة القدرة، المستخدمة في هندسة الاتصالات. وقد طور المهندس ج.و. إلمن السبيكة عام 1916م لحساب الشركة الغربية للكهرباء بالولايات المتحدة الأمريكية. ويعكف العلماء في الوقت الحاضر على إيجاد وتطوير سبائك جديدة ذات خصائص مغنطيسية تفوق الأُشابة.